# Isla Spume
La isla Spume es una pequeña isla rocosa de la Antártida ubicada a 64°48′S 64°07′O / -64.800, -64.117 a 1,5 millas al sudoeste de la punta Bonaparte, en la costa sudoeste de la isla Anvers en el archipiélago Palmer. 
Fue investigada por la Unidad de Revisión Británica Naval e Hidrográfica, 1956-1957. Fue llamada así por el Comité de Topónimos Antárticos del Reino Unido (UK-APC) porque durante las tormentas el mar picado rompe sobre la isla y la espuma es derramada sobre ella.

## Reclamaciones territoriales
Argentina incluye a la isla en el departamento Antártida Argentina dentro de la provincia de Tierra del Fuego, Antártida e Islas del Atlántico Sur; para Chile forma parte de la comuna Antártica de la provincia Antártica Chilena dentro de la Región de Magallanes y de la Antártica Chilena; y para el Reino Unido integra el Territorio Antártico Británico. Las tres reclamaciones están sujetas a los términos del Tratado Antártico.
Nomenclatura de los países reclamantes: 
- Argentina: ?
- Chile: ?
- Reino Unido: Spume Island